# St. John (Dacota do Norte)
St. John é uma cidade localizada no estado americano de Dacota do Norte, no Condado de Rolette.

## Demografia
Segundo o censo americano de 2000, a sua população era de 358 habitantes.

## Geografia
De acordo com o United States Census Bureau tem uma área de
0,8 km², dos quais 0,8 km² cobertos por terra e 0,0 km² cobertos por água.

## Localidades na vizinhança
O diagrama seguinte representa as localidades num raio de 32 km ao redor de St. John.